# 57e corps de blindés (Allemagne)
Le 57e corps de blindés (en allemand : LVII. Panzerkorps) était un corps d'armée d'unités blindées (Panzer) de l'armée de terre allemande: la Heer au sein de la Wehrmacht pendant la Seconde Guerre mondiale.

## Historique
Le LVII. Panzerkorps est formé le 21 juin 1942 à partir du LVII. Armeekorps.

Il combat à Rostov, puis dans les Caucases. Il combat au sud-ouest de Stalingrad, puis retraite le long du  Don. Il se bat dans la région du Donets et à Koursk. Il se retire sur la frontière roumaine avant d'être rattaché à la 3e armée hongroise et est transféré au sud de la Hongrie. Il se bat dans la bataille de Budapest et finit la guerre en Silésie.
En juillet, il prend le nom de Gruppe von Wietersheim, puis de juin à juillet 1944, le nom de Gruppe von Knobelsdorff et de novembre 1944 à janvier 1945, le nom de Gruppe Kirchner.

## Organisation

### Commandants successifs
| Date                               | Grade                     | Commandant                     |
| ---------------------------------- | ------------------------- | ------------------------------ |
| 21 juin 1942 - 30 novembre 1943    | General der Panzertruppen | Friedrich Kirchner             |
| 30 novembre 1943 - 19 février 1944 | General der Panzertruppen | Hans-Karl Freiherr von Esebeck |
| 19 février 1944 - 25 mai 1944      | General der Panzertruppen | Friedrich Kirchner             |
| 25 mai 1944 - 2 juin 1944          | General der Infanterie    | Dr. Franz Beyer                |
| 2 juin 1944 - 8 mai 1945           | General der Panzertruppen | Friedrich Kirchner             |

## Théâtres d'opérations
- Front de l'Est, secteur Sud : Juin 1942 - Juillet 1944
- Sud de la Hongrie : Juillet 1944 - Janvier 1945
- Silésie : Février 1945 - Mai 1945

## Ordre de batailles

### Rattachement d'Armées
| Date      | Armée               | Groupe d'Armées         |
| --------- | ------------------- | ----------------------- |
| 1942      |                     |                         |
| 21 juin   | z. Vfg              | Heeresgruppe Süd        |
| Août      | 1. Panzerarmee      | Heeresgruppe A          |
| Septembre | 17. Armee           | Heeresgruppe A          |
| Décembre  | z. Vfg              | Heeresgruppe Don        |
| 1943      |                     |                         |
| Janvier   | 4. Panzerarmee      | Heeresgruppe Don        |
| Mars      | 4. Panzerarmee      | Heeresgruppe Süd        |
| Avril     | 1. Panzerarmee      | Heeresgruppe Süd        |
| 1944      |                     |                         |
| Janvier   | 6. Armee            | Heeresgruppe Süd        |
| Mars      | 6. Armee            | Heeresgruppe A          |
| Avril     | 8. Armee            | Heeresgruppe Südukraine |
| Mai       | 4. rumänische Armee | Heeresgruppe Südukraine |
| Août      | 8. Armee            | Heeresgruppe Südukraine |
| Septembre | 6. Armee            | Heeresgruppe Südukraine |
| Octobre   | 3. ungarische Armee | Heeresgruppe Süd        |
| Novembre  | 6. Armee            | Heeresgruppe Süd        |
| 1945      |                     |                         |
| Janvier   | 6. Armee            | Heeresgruppe Süd        |
| Février   | 17. Armee           | Heeresgruppe Mitte      |
| Avril     | 4. Panzerarmee      | Heeresgruppe Mitte      |

### Unités subordonnées

#### Unités organiques
- Arko 121
- Korps-Nachrichten-Abteilung 457
- Korps-Nachschubtruppen 457
- Feldgendarmerie-Trupp 457

#### Unités rattachées
13 décembre 1942
- 23. Panzer-Division
- 6e Panzerdivision

22 décembre 1942
- 23. Panzer-Division
- 6e Panzerdivision
- 17. Panzer-Division

3 janvier 1943
- SS-Division Wiking
- 23. Panzer-Division
- 17. Panzer-Division

10 janvier 1943
- 16. Panzer-Division
- SS-Division Wiking
- 23. Panzer-Division
- 17. Panzer-Division

2 février 1943
- 17. Panzer-Division
- 23. Panzer-Division
- 111. Infanterie-Division
- SS-Division Wiking

17 mars 1943
- 17. Panzer-Division
- 15. Infanterie-Division

7 juillet 1943
- 15. Infanterie-Division
- 198. Infanterie-Division
- 328. Infanterie-Division

26 décembre 1943
- Panzer-Grenadier-Division "Großdeutschland"
- 9. Panzer-Division
- 15. Infanterie-Division
- 62. Infanterie-Division
- 23. Panzer-Division
- 294. Infanterie-Division
- 3. SS-Panzer-Division "Totenkopf"

16 septembre 1944
- Gruppe General Winkler
- 4. Gebirgs-Division
- 76. Infanterie-Division
- 20. Panzer-Division

1er mars 1945
- Division Nr. 408
- 8. Panzer-Division
- Panzer-Brigade 103
- Führer-Begleit-Division

### Sources
- (de) LVII. Panzerkorps sur lexikon-der-wehrmacht.de